# Hertugdømmet Zator
Hertugdømmet Zator (tysk: Herzogtum Zator, tjekkisk: Zatorské knížectví, polsk: Księstwo Zatorskie), var et af mange schlesiske hertugdømmer beliggende i Øvre Schlesien i grænselandet mellem nutidens Polen, Tjekkiet og Slovakiet. Hertugdømmet blev oprettet i 1445, og det blev nedlagt i 1918. Hovedbyen var Zator.
Zator fik sin egen hertug, da Hertugdømmet Auschwitz i Lillepolen blev delt i 1445. Siden har Hertugdømmet Zator ofte været i personunion med andre lande.
Oprindeligt hørte Hertugdømmet Zator under Kongeriget Bøhmen, men i 1513 blev Zator forenet med Polen. Frem til 1772 førte den polske konge også titlen hertug af Zator.
Ved Polens første deling i 1772 kom Hertugdømmet Zator under Østrig. Frem til 1918 førte den østrigske kejser også titlen hertug af Zator.
Fra 1815 til 1866 var Zator (sammen med andre dele af Kejserriget Østrig) en del af Det tyske forbund. Derefter hørte Hertugdømmet Zator administrativt under Kongeriget Galicien og Lodomerien (tysk: Königreich Galizien und Lodomerien mit dem Großherzogtum Krakau und den Herzogtümern Auschwitz und Zator).
I 1921 blev området indlemmet i den anden polske republik, og Hertugdømmet Zator eksisterede ikke længere.
50°00′N 19°26′Ø / 50°N 19.44°Ø